# Abdel El-Saqua
Abdel Zaher El-Saqua (ur. 30 stycznia 1974 w Ad-Dakahlijji) – egipski piłkarz grający na pozycji środkowego obrońcy.

## Kariera klubowa
El-Saqua karierę piłkarską rozpoczął w klubie El Mansoura SC. W 1995 roku zadebiutował w jego barwach w pierwszej lidze egipskiej i przez 4 sezony był podstawowym zawodnikiem tego zespołu.
W 1999 roku El-Saqua przeszedł do tureckiego Denizlisporu, w którym grał wraz z rodakiem Mohamedem Youssefem. W tureckiej lidze zadebiutował 8 sierpnia 1999 w wygranym 1:0 wyjazdowym meczu z Erzurumsporem. Zawodnikiem Denizlisporu był do końca 2001 roku.
W grudniu 2001 roku, w zimowym oknie transferowym, El-Saqua odszedł z Denizlisporu do Gençlerbirliği SK. Swój debiut w Gençlerbirliği zaliczył 2 grudnia 2001 w przegranym 0:1 domowym spotkaniu z Göztepe A.Ş. W 2004 roku dotarł z klubem z Ankary do 1/8 finału Pucharu UEFA.
W 2005 roku Egipcjanin został piłkarzem Konyasporu, gdzie grał z innym rodakiem Ahmedem Belalem. W zespole Konyasporu po raz pierwszy wystąpił 7 sierpnia 2005 w meczu z Galatasaray SK (1:2). Piłkarzem Konyasporu El-Saqua był do końca 2007 roku, a na początku 2008 roku wrócił do Gençlerbirliği i grał w nim do końca rundy jesiennej sezonu 2008/2009.
W 2009 roku El-Saqua przeszedł do Eskişehirspor. Zadebiutował w nim 25 stycznia 2009 w meczu z Gaziantepsporem (1:1). W 2010 roku wrócił do Egiptu i został zawodnikiem klubu ENPPI Club.
| Sezon   | Klub              | Kraj   | Rozgrywki | Mecze | Bramki |
| ------- | ----------------- | ------ | --------- | ----- | ------ |
| 1995/96 | El Mansoura SC    | Egipt  | 1. liga   | ?     | ?      |
| 1996/97 | El Mansoura SC    | Egipt  | 1. liga   | ?     | ?      |
| 1997/98 | El Mansoura SC    | Egipt  | 1. liga   | ?     | ?      |
| 1998/99 | El Mansoura SC    | Egipt  | 1. liga   | ?     | ?      |
| 1999/00 | Denizlispor       | Turcja | Süper Lig | 27    | 3      |
| 2000/01 | Denizlispor       | Turcja | Süper Lig | 29    | 1      |
| 2001/02 | Denizlispor       | Turcja | Süper Lig | 10    | 0      |
| 2001/02 | Gençlerbirliği SK | Turcja | Süper Lig | 15    | 0      |
| 2002/03 | Gençlerbirliği SK | Turcja | Süper Lig | 30    | 2      |
| 2003/04 | Gençlerbirliği SK | Turcja | Süper Lig | 26    | 1      |
| 2004/05 | Gençlerbirliği SK | Turcja | Süper Lig | 29    | 3      |
| 2005/06 | Konyaspor         | Turcja | Süper Lig | 26    | 4      |
| 2006/07 | Konyaspor         | Turcja | Süper Lig | 32    | 0      |
| 2007/08 | Konyaspor         | Turcja | Süper Lig | 9     | 0      |
| 2007/08 | Gençlerbirliği SK | Turcja | Süper Lig | 16    | 0      |
| 2008/09 | Gençlerbirliği SK | Turcja | Süper Lig | 10    | 0      |
| 2008/09 | Eskişehirspor     | Turcja | Süper Lig | 14    | 1      |
| 2009/10 | Eskişehirspor     | Turcja | Süper Lig | 23    | 0      |
| 2010/11 | ENPPI Club        | Egipt  | 1. liga   | 24    | 1      |
| 2011/12 | ENPPI Club        | Egipt  | 1. liga   |       |        |

## Kariera reprezentacyjna
W reprezentacji Egiptu El-Saqua zadebiutował 8 czerwca 1997 roku w zremisowanym 0:0 spotkaniu eliminacyjnym do Mistrzostw Świata we Francji z Tunezją. W 1998 roku po raz pierwszy w karierze wystąpił w Pucharze Narodów Afryki i wywalczył wówczas z Egiptem mistrzostwo Afryki. W 1999 roku zagrał w Pucharze Konfederacji. Następnie grał w: Pucharze Narodów Afryki 2000, 2002, 2004 i 2006. W 2010 roku został powołany przez Hassana Shehatę do kadry na Puchar Narodów Afryki 2010.